# Kenotaf

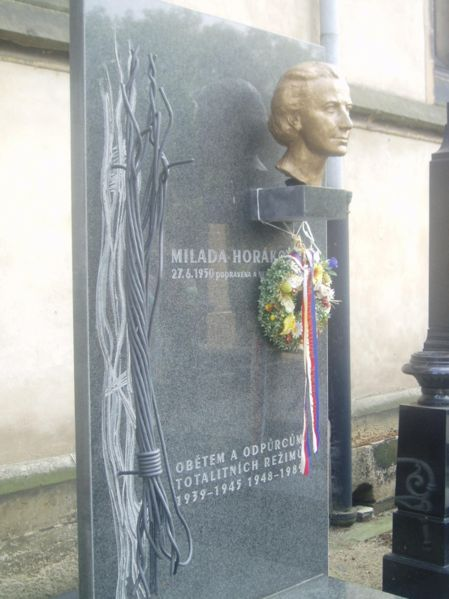
Symbolický hrob Milady Horákové na vyšehradském hřbitově („…popravena a nepohřbena“)

Kenotaf nebo v latinském pravopisu cenotaf (řecky κενοτάφιον – kenotaphion, od κενός – „prázdný“ a τάφος – „hrob“) je symbolický náhrobek či hrobka, vlastně typ památníku, zřizovaný ve starověkém Egyptě, Řecku a Římě, a v novověké epoše v Indii, ale i jinde.

## Antika
Ve starém Řecku a Římě se zřizovaly dva druhy kenotafů:
- tumulus inanis (lat. – prázdný hrob) – symbolický hrob ve vlasti pro uctívání zemřelého nebo padlého v zahraničí, jehož tělo nebylo repatriováno.
- tumulus honorarius (lat. – čestný hrob) – zřizovaný k uctění hrdinů, např. v místě jejich smrti, kde tělo nezůstalo nebo se nenašlo.

## Později
Ve středověku a novověku se zřizovaly kenotafy svatých a významných historických postav, např. sv. Vojtěcha v podobě tumby v katedrále v Hnězdně položené vedle relikviáře.
V anglosaských zemích jsou kenotafy symbolické hroby neznámého vojína např. v Londýně, Belfastu nebo v Aucklandu.
Kenotaf je centrálním bodem Voortrekker Monumentu (Památníku průkopníků) v Pretorii v Jihoafrické republice. Za kenotaf je také považovaný Pomník Bitvy národů v Lipsku.
Dále se někdy na rodinných náhrobcích uvádějí symbolicky jako pochovaní ti, kteří nemohli být pohřbeni v rodinném hrobu, např. zemřelí nebo zavraždění v koncentračních táborech.

## Příklady kenotafů
Své kenotafy mají mj.:
- Michelangelo Buonarroti v Římě (skutečná hrobka ve Florencii),
- Dante Alighieri ve Florencii (pravá hrobka se nachází v Ravenně),
- Jan Pavel II. v Panteonu velkých Poláků v chrámu Boží prozřetelnosti ve Varšavě (pohřben je v kapli sv. Sebastiána v bazilice sv. Petra ve Vatikánu),
- Lech Kaczyński na Hřbitově v Powązkách ve Varšavě (pohřben byl u hrobek polských králů v bazilice sv. Stanislava a sv. Václava na Wawelu v Krakově).

## České kenotafy
- Josef Čapek a Milada Horáková mají symbolické hroby (kenotafy) v Praze na Vyšehradském hřbitově.
- sv. Jan Nepomucký má kenotaf na Pražském hradě, vně chrámu sv. Víta mezi III. nádvořím a náměstím U sv. Jiří, který je dílem I. F. Platzera z roku 1763. Světec je pohřben uvnitř katedrály ve stříbrném mauzoleu z roku 1736 na jižní straně chóru.
- Oběti hor mají svůj kenotaf v podobě zvoničky s pamětními deskami u horské chaty Švýcarny v Jeseníkách. Stavba je dílem skupiny nadšenců okolo autorské dvojice architekta Miroslava Vochty a akademického sochaře Otmara Olivy. Vysvěcena byla 7. října 2006 olomouckým biskupem Josefem Hrdličkou.[1][2]